# Baiyoke Tower II
La torre Baiyoke II (in thailandese: ตึกใบหยก 2) è un grattacielo situato in thanon Ratchaprarob 222, nel distretto Ratchathewi di Bangkok, capitale della Thailandia. Con i suoi 304 metri, fu il più alto edificio del Paese da quando fu ultimato nel 1997 fino al 2016, data in cui fu completato il MahaNakhon, anch'esso a Bangkok, alto 314 metri.
Al suo interno, la torre Baiyoke II ospita il Baiyoke Sky Hotel, costituito da 673 camere che occupano i piani dal ventiduesimo al settantatreesimo. La costruzione svetta nel panorama urbano di Bangkok ed è visibile da ogni luogo della città; è anche un'importante meta turistica per via del bar Roof Top Bar & Lounge Music che si trova all'ottantatreesimo piano e per la presenza di un osservatorio girevole aperto al pubblico che occupa l'intero ottantaquattresimo piano.
È stato progettato in stile postmoderno nel 1988 dallo studio di architettura Plan Architect Co. di Bangkok. I lavori iniziarono nel 1990 e furono ultimati nel 1997.

## Galleria d'immagini

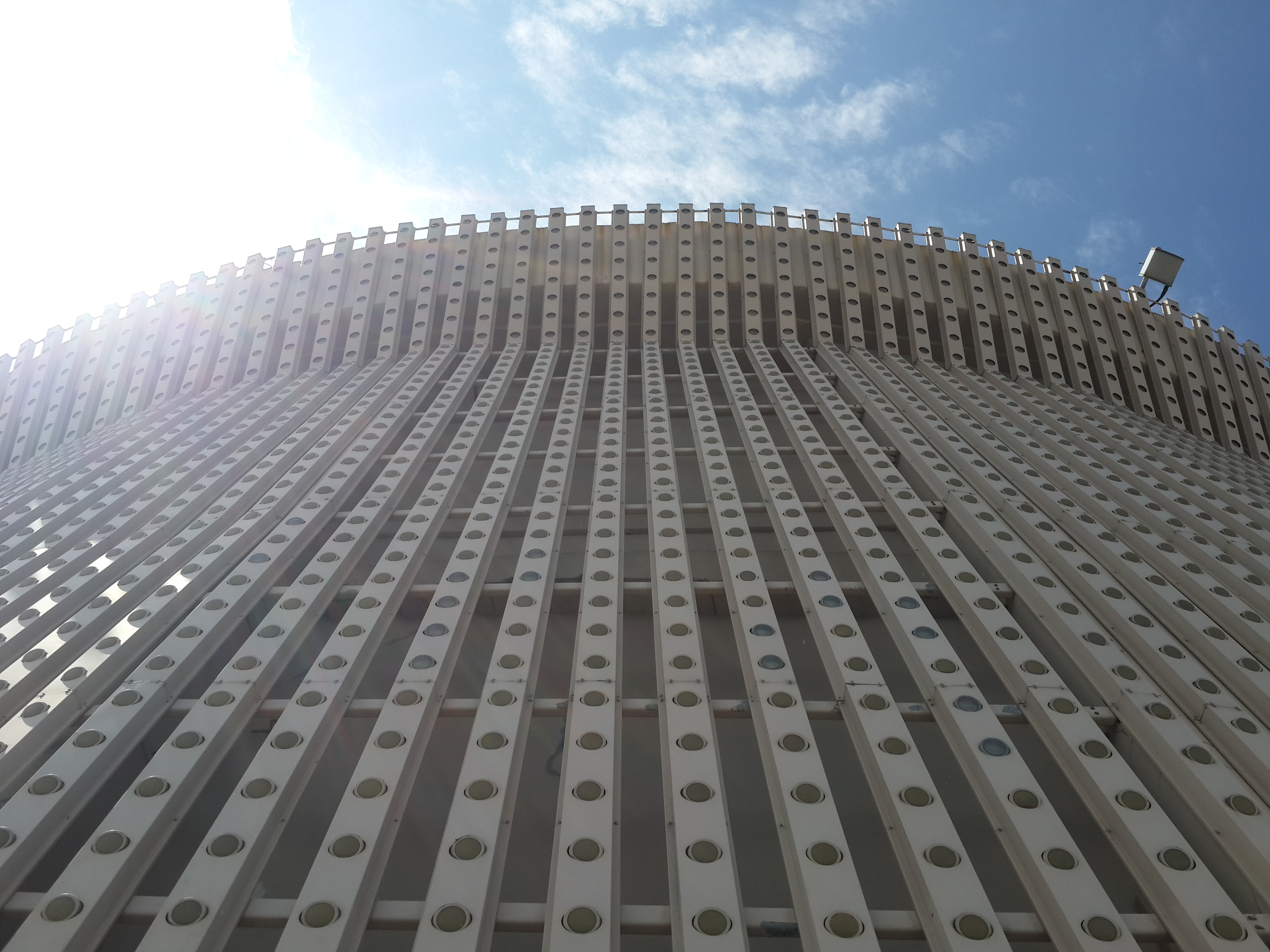
La parte culminante dell'edificio vista dalla piattaforma rotante dell'ottantaquattresimo piano
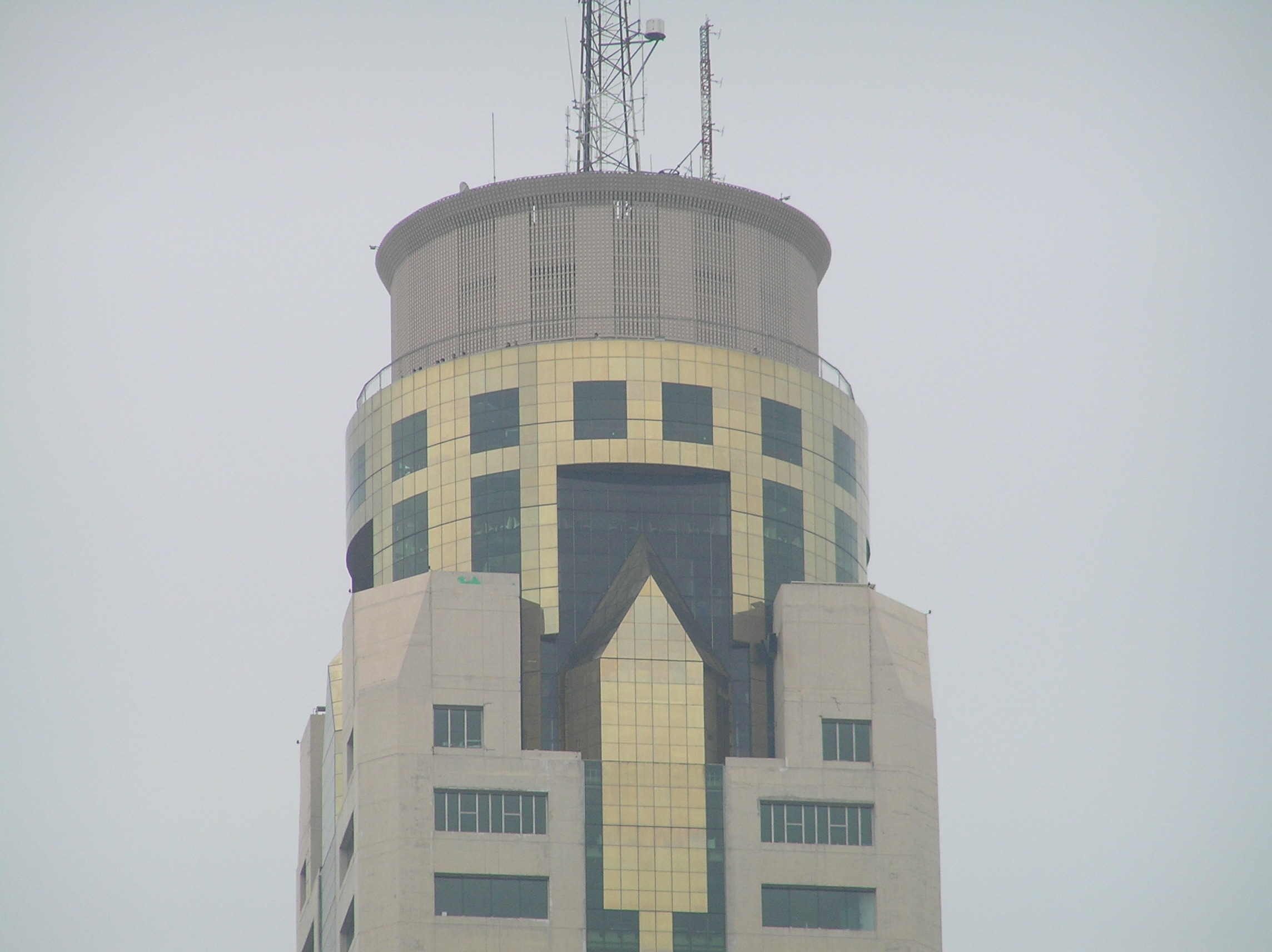
La piattaforma d'osservazione della torre Baiyoke II
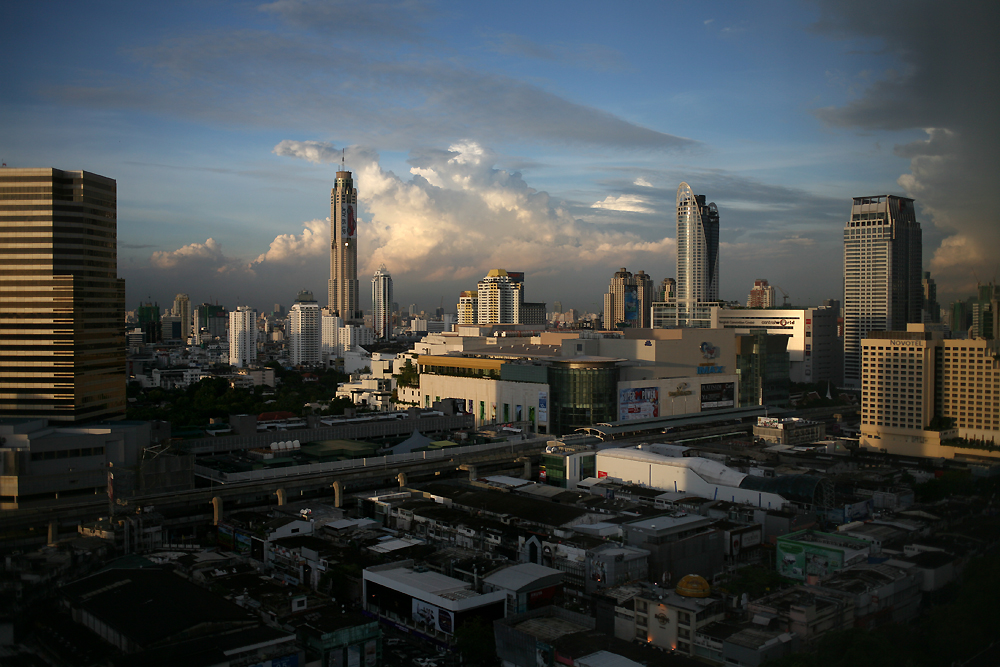
Vista sulla torre e sul suo circondario
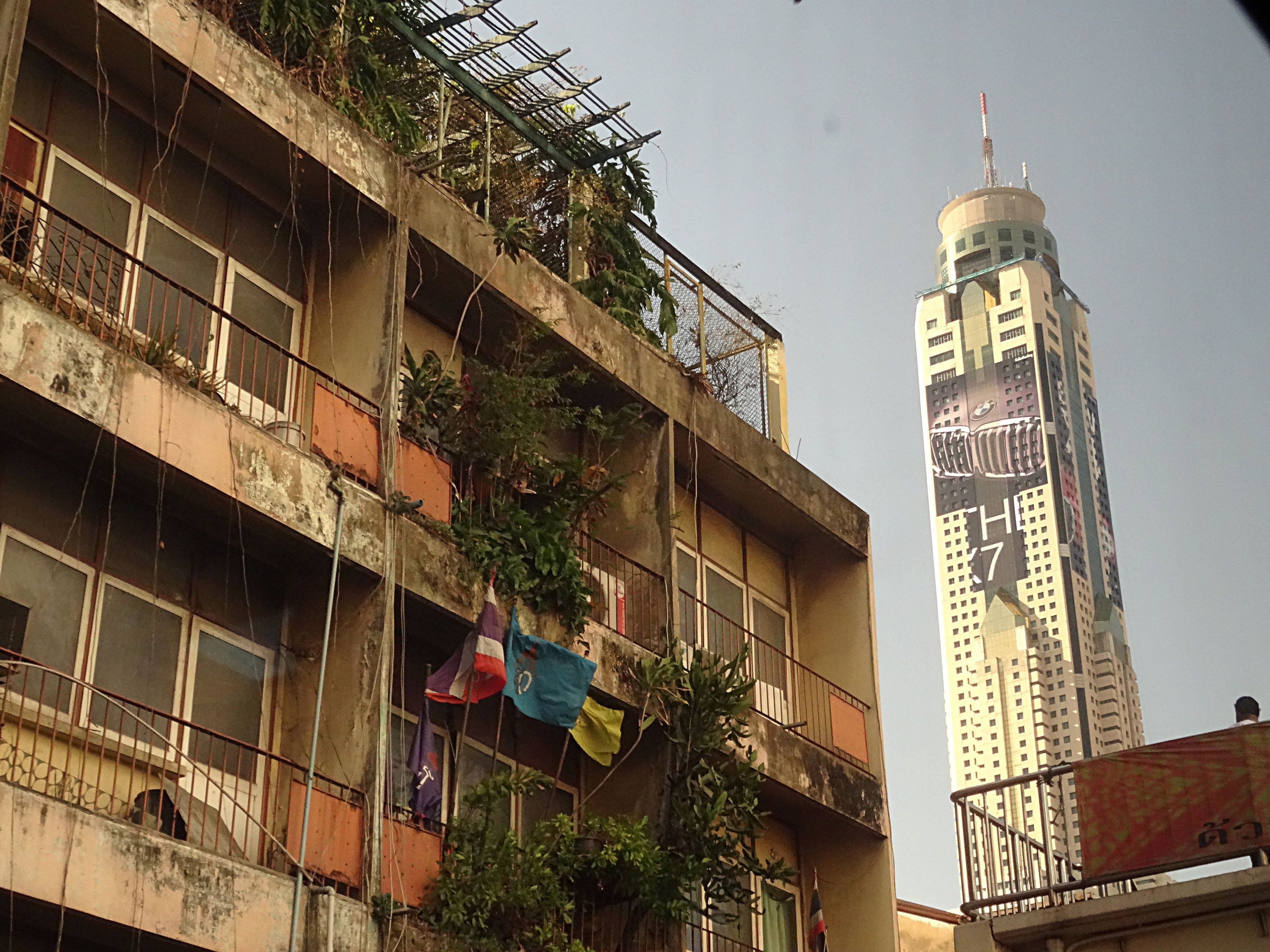
Contrasto tra la torre, svettante, ed edifici più bassi